# Kaftan
Kaftan – męski ubiór o wschodnim pochodzeniu, sięgający do kolan lub krótszy, z długimi rękawami i zapinany z przodu. W Europie noszony był od wczesnego średniowiecza. Wywodzi się z niego wiele ubiorów noszonych obecnie, jak: frak, surdut, żakiet, marynarka lub kurtka.